# یرگنی
یرگنی (Ергени) یک دشت و تپه در استان قالموقستان کشور روسیه است.